# Cecilia av Baux
Cecilia av Baux, född 1230, död 1275, var en grevinna av Savojen, gift 1244 med greve Amadeus IV av Savojen. Hon var Savojens regent som förmyndare för sin son Bonifatius av Savojen från 1253 till 1259. När hennes son blev myndig 1259 avgick hon som regent och gick i kloster.